# Vocal tancada anterior arrodonida
La vocal tancada anterior arrodonida es representa amb el símbol [y] en l'AFI. Aquest signe és una lletra y minúscula.
Aquest so existeix, en contrast amb [u] i/o [i], en llengües com: occità, francès, alemany, neerlandès, danès, suec, albanès, estonià, finès, hongarès, turc, àzeri, mongol, coreà, xinès mandarí, xinès cantonès.

## Característiques
- És una vocal perquè no hi ha obstrucció total del pas de l'aire.
- És una vocal oral perquè no hi ha obertura del canal nasal.
- És una vocal alta o vocal tancada perquè la base de la llengua puja a la posició més alta possible a tocar del paladar sense arribar a crear una constricció que faria considerar el so una consonant.
- És una vocal anterior perquè la llengua s'avança cap a l'exterior a la posició més endavant possible.
- És una vocal arrodonida perquè s'articula amb els llavis premuts cap a enfora.

## En català
En català no s'usa aquest so.
Una manera de descriure com pronunciar-lo és que cal posar els llavis per pronunciar una u, i sense moure els llavis, acabar pronunciant una i.

## En altres llengües
Aquest so apareix en el francès, representat amb la grafia "u" incloent la semiconsonant equivalent [ɥ]. Es representa amb la grafia "ü" en hongarés, turc, estonià, tatar, alemany i d'altres llengües. Només l'últim cas la grafia "ü" és substituïble pel dígraf "ue" (umlaut germànic). Es representa amb la grafia "y" en danès, noruec, suec, faroès, finès i albanès entre d'altres.